# Villa Libertad
Villa Libertad es una localidad del Gran Buenos Aires, Argentina. Pertenece al Partido de General San Martín.

## Geografía

### Ubicación
Se encuentra en el centro sur del municipio. Desde la aprobación de la ordenanza 13003/2024, sus límites son: calle Sarmiento, Av. Triunvirato, vías del Ferrocarril Urquiza, 1ro de mayo, Av. Coronel Mom, Av. Presidente Perón y Av. Eva Perón hasta calle Sarmiento.

### Población
Contaba con 14,081 habitantes (Indec, 2001), situándose como la 13.ª localidad del partido.

### Sismicidad
La región responde a la «subfalla del río Paraná», y a la «subfalla del río de la Plata», con sismicidad baja; y su última expresión se produjo el 5 de junio de 1888 (137 años), a las 3.20 UTC-3, con una magnitud aproximadamente de 5,0 en la escala de Richter (terremoto del Río de la Plata de 1888).

### Clima
| Parámetros climáticos promedio de Villa Libertad, BA | Parámetros climáticos promedio de Villa Libertad, BA | Parámetros climáticos promedio de Villa Libertad, BA | Parámetros climáticos promedio de Villa Libertad, BA | Parámetros climáticos promedio de Villa Libertad, BA | Parámetros climáticos promedio de Villa Libertad, BA | Parámetros climáticos promedio de Villa Libertad, BA | Parámetros climáticos promedio de Villa Libertad, BA | Parámetros climáticos promedio de Villa Libertad, BA | Parámetros climáticos promedio de Villa Libertad, BA | Parámetros climáticos promedio de Villa Libertad, BA | Parámetros climáticos promedio de Villa Libertad, BA | Parámetros climáticos promedio de Villa Libertad, BA | Parámetros climáticos promedio de Villa Libertad, BA |
| Mes                                                  | Ene.                                                 | Feb.                                                 | Mar.                                                 | Abr.                                                 | May.                                                 | Jun.                                                 | Jul.                                                 | Ago.                                                 | Sep.                                                 | Oct.                                                 | Nov.                                                 | Dic.                                                 | Anual                                                |
| ---------------------------------------------------- | ---------------------------------------------------- | ---------------------------------------------------- | ---------------------------------------------------- | ---------------------------------------------------- | ---------------------------------------------------- | ---------------------------------------------------- | ---------------------------------------------------- | ---------------------------------------------------- | ---------------------------------------------------- | ---------------------------------------------------- | ---------------------------------------------------- | ---------------------------------------------------- | ---------------------------------------------------- |
| Temp. máx. abs. (°C)                                 | 39.7                                                 | 39.3                                                 | 37.5                                                 | 35.8                                                 | 30.4                                                 | 27.6                                                 | 27.8                                                 | 34.2                                                 | 34.3                                                 | 34.7                                                 | 36.0                                                 | 38.1                                                 | 39.7                                                 |
| Temp. máx. media (°C)                                | 29.5                                                 | 28.7                                                 | 25.4                                                 | 22.3                                                 | 19.9                                                 | 16.3                                                 | 14.6                                                 | 15.1                                                 | 18.8                                                 | 22.7                                                 | 24.9                                                 | 27.0                                                 | 29.5                                                 |
| Temp. media (°C)                                     | 23.6                                                 | 23.0                                                 | 19.9                                                 | 16.9                                                 | 14.4                                                 | 10.8                                                 | 9.6                                                  | 10.5                                                 | 13.6                                                 | 16.6                                                 | 19.2                                                 | 21.4                                                 | 16.6                                                 |
| Temp. mín. media (°C)                                | 17.8                                                 | 17.4                                                 | 14.5                                                 | 11.6                                                 | 8.9                                                  | 5.3                                                  | 4.7                                                  | 6.0                                                  | 8.5                                                  | 10.6                                                 | 13.6                                                 | 15.9                                                 | 11.2                                                 |
| Temp. mín. abs. (°C)                                 | 4.6                                                  | 1.9                                                  | -1.7                                                 | -4.8                                                 | -4.9                                                 | -6.3                                                 | -7.2                                                 | -5.4                                                 | -4.5                                                 | -3.9                                                 | -0.3                                                 | 1.8                                                  | -7.2                                                 |
| Precipitación total (mm)                             | 120.1                                                | 119.0                                                | 140.5                                                | 100.4                                                | 74.8                                                 | 69.6                                                 | 68.9                                                 | 70.3                                                 | 70.7                                                 | 117.2                                                | 109.0                                                | 111.3                                                | 1171.8                                               |
| Nevadas (cm)                                         | 0                                                    | 0                                                    | 0                                                    | 0                                                    | 0                                                    | 0                                                    | 0                                                    | 0                                                    | 0                                                    | 0                                                    | 0                                                    | 0                                                    | 0                                                    |
| Días de precipitaciones (≥ )                         | 10                                                   | 10                                                   | 9                                                    | 9                                                    | 8                                                    | 6                                                    | 5                                                    | 7                                                    | 8                                                    | 9                                                    | 10                                                   | 10                                                   | 101                                                  |
| Días de nevadas (≥ 0)                                | 0                                                    | 0                                                    | 0                                                    | 0                                                    | 0                                                    | 0                                                    | 0                                                    | 0                                                    | 0                                                    | 0                                                    | 0                                                    | 0                                                    | 0                                                    |
| Horas de sol                                         | 270                                                  | 240                                                  | 190                                                  | 175                                                  | 170                                                  | 135                                                  | 140                                                  | 175                                                  | 180                                                  | 215                                                  | 255                                                  | 260                                                  | 2405                                                 |
| Humedad relativa (%)                                 | 68                                                   | 67                                                   | 89                                                   | 83                                                   | 78                                                   | 75                                                   | 80                                                   | 81                                                   | 80                                                   | 79                                                   | 72                                                   | 70                                                   | 76.8                                                 |
| Fuente: Servicio Meteorológico Nacional Argentino    |                                                      |                                                      |                                                      |                                                      |                                                      |                                                      |                                                      |                                                      |                                                      |                                                      |                                                      |                                                      |                                                      |

La Defensa Civil municipal debe advertir sobre escuchar y obedecer acerca de 
Área de
- Tormentas severas periódicas
- Baja sismicidad, con silencio sísmico de 137 años